# Philipp Jakob Manz

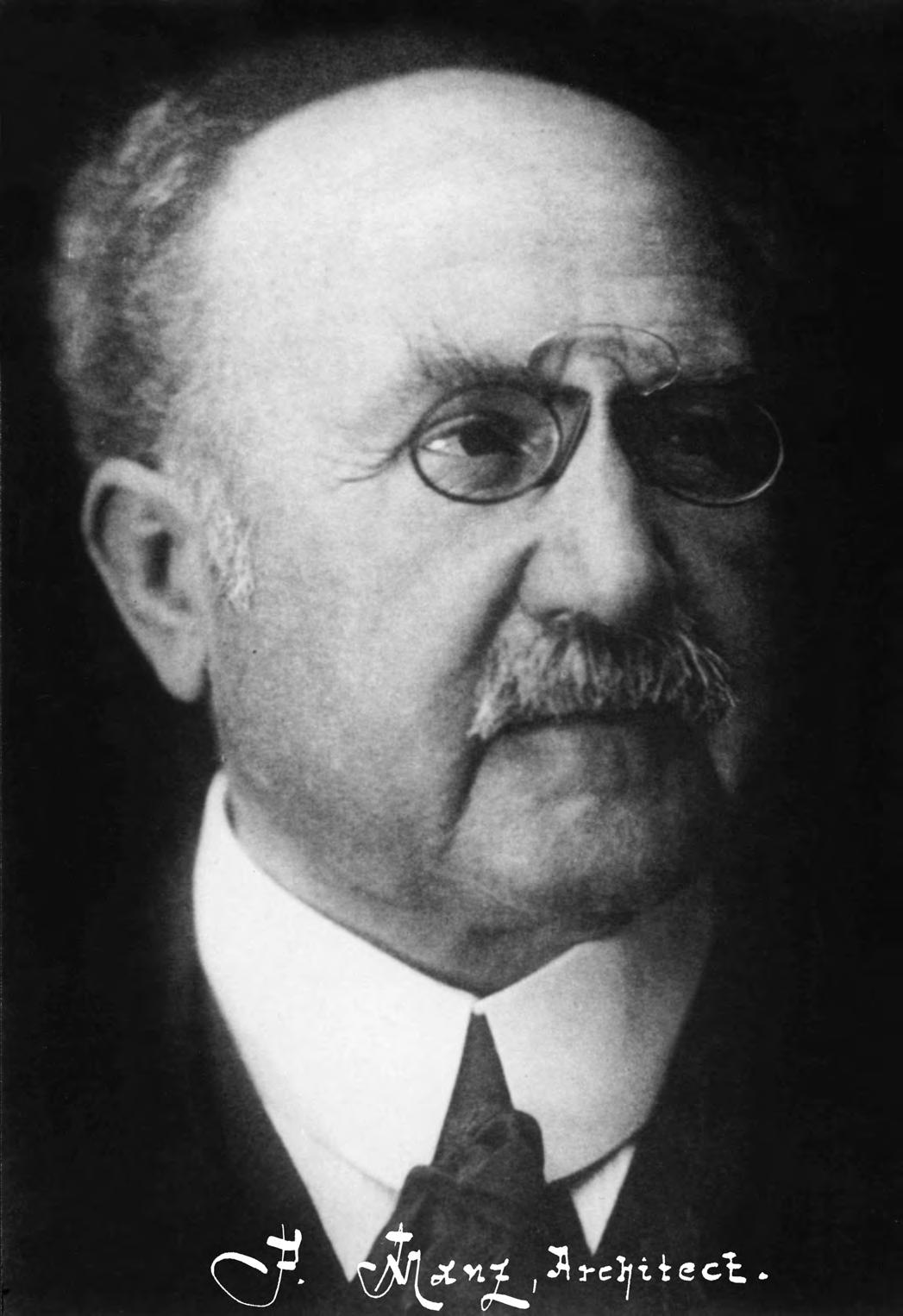
Philipp Jakob Manz

Philipp Jakob Manz (* 2. Dezember 1861 in Kohlberg (Württemberg); † 2. Januar 1936 in Stuttgart) war ein deutscher Architekt. Sein Beitrag zur Industriearchitektur gilt als bedeutend.

## Elternhaus
Manz wurde 1861 als uneheliches Kind der Metzgerstochter Rosine Katherine Schaich (1840–1876) geboren und wuchs in ländlicher Umgebung in Urach auf. Er trug den Namen seines Stiefvaters Johann Jakob Manz (1837–?). Trotz der vorherrschenden Landwirtschaft hatten sich in unmittelbarer Nähe einige Fabriken angesiedelt. Seine Mutter und sein Stiefvater arbeiteten in der Textilindustrie und so bekam er als Kind gleichzeitig das ländliche und das industrielle Leben mit. Seine Mutter starb, als Manz 14 Jahre alt war. Manz ging zusammen mit seinem Vater nach Stuttgart und begann dort bei einem Bauunternehmen eine Lehre als Maurer und Steinhauer.

## Studium
Als 16-Jähriger nahm Manz ab 1875 ein parallel zur Lehre verlaufendes Studium der Architektur und des Bauhandwerks an der Königlichen Württembergischen Baugewerkschule Stuttgart heute Hochschule für Technik Stuttgart bei Joseph von Egle, Karl Wilhelm Bareiss, F. (oder L.) Rauscher und Emil Otto Tafel auf.
Damals schon sehr praktisch orientiert, hatten die Studenten im Winter ihren theoretischen Unterricht, um dann im Sommer auf Baustellen oder in Büros Praxiserfahrungen zu sammeln. Die Baugewerkschulen bildeten damals Baumeister und Handwerker verschiedener Gewerke aus. Die Berufsperspektiven der jungen Absolventen waren nach Überwindung der Gründerkrise sehr günstig. Viele arbeiteten als Baumeister oder Werkmeister oder als Bausekretär im Staatsdienst, für die Militärverwaltung oder in städtischen Baubehörden.
Die Ausbildung war stark geprägt vom Historismus. Komposition statt Konstruktion war die Maxime, in deren Geist Manz lernte.
Sein bevorzugter Lehrer Otto Tafel, der auch auf dem Gebiet der Ingenieurbaukunst und Fabrikarchitektur erfolgreich tätig war, vertrat  eine andere Lehrmeinung. Für ihn standen Vielseitigkeit, Beweglichkeit und Offenheit im Vordergrund. Er nahm auf diese Weise eine Schlüsselrolle für Philipp Jakob Manz ein.
Neben seinen regulären Vorlesungen besuchte Manz zusätzlich Kurse im Bereich der Wasserbautechnik, die ihm Qualifikationen in den Bereichen Mathematik, Hydrostatik, Vermessungstechnik und ähnlichen einbrachten. Manz verließ die Baugewerkschule nach sechs Semestern wohl ohne Abschluss (das Architekturzentrum Wien führt dagegen für 1882 seinen Studienabschluss als Wasserbautechniker und die Baumeisterprüfung auf.)

## Beruflicher Werdegang
Zehn Jahre lang sammelte Manz im Architekturbüro seines ehemaligen Lehrers Otto Tafel praktische Erfahrung. Er war dort an den Entwürfen der Otto’schen Fabrik in Unterboihingen, der Olga-Heilanstalt in Stuttgart, des Oberamtskrankenhauses in Tettnang und des Schlosses Castell in Tägerwilen (Schweiz) beteiligt. Diese Jahre orientierten Manz in Richtung Industriearchitektur und öffentlicher Profanbau.
Als 30-Jähriger eröffnete er ein eigenes Architekturbüro in Kirchheim unter Teck, das damals viele baufreudige Unternehmer als Firmenstandort anlockte.
Mit den Entwürfen für die Metallwarenfabrik Quist in Esslingen und die Baumwollspinnerei Held & Teufel in Schwäbisch Hall setzte er die bei Tafel erworbene Formensprache fort und begründete seinen Ruf als qualifizierter Industriearchitekt. Manz fasste mit der zusätzlichen Konzeption von Arbeitersiedlungen und Fabrikantenvillen den gesamten Baubedarf eines Industrieunternehmens in einer Architektenhand zusammen, was zur damaligen Zeit unüblich war und erheblich zu seinem Erfolg beitrug (Beispiele: Textilfirma Heinrich Otto Söhne in Wendlingen und Textilfabrik Adolff in Backnang).
1900 zog er nach Stuttgart um und spezialisierte sich auf das Industriegewerbe und Unternehmensprojekte. Das Hauptaugenmerk auf der funktionellen Planung und neue Konzepte für kostensparende, innovative Industriehallenkonstruktionen machten das Manz’sche Büro in Deutschland und im benachbarten Ausland bekannt. 1905 gründete er eine Filiale in Wien und weitete seine Tätigkeit auf Österreich-Ungarn, Bayern, Baden und Schlesien aus. Manz-Bauten finden sich in ganz Mitteleuropa (in Österreich, Ungarn, Tschechien, Polen), in Frankreich und vor allem im Südwesten Deutschlands.
In den Büros beschäftigte er bis zu 100 Architekten, die jährlich 80–100 und mehr Bauten entwarfen. Manz zählte zu den führenden Industriearchitekten seiner Zeit und seine Arbeiten prägten die Industrielandschaft. Er war der erste auf Industriebau spezialisierte freie Architekt im deutschen Südwesten und baute seit den 1890er Jahren sein Unternehmen zum größten Industriebau-Büro in Deutschland aus.
Der um die Jahrhundertwende einsetzende Bauboom in der süddeutschen Textilindustrie ermöglichte mit dem Bau von Spinnerei-Geschossbauten den enormen Erfolg des Büros Manz.
Noch zu Lebzeiten blieb das Büro Manz eine Ausnahmeerscheinung. Es war mit dem Aufkommen großer Bauunternehmen in Deutschland vor 1914 einem ständig wachsenden Konkurrenzdruck ausgesetzt.
Während des Ersten Weltkriegs gingen in Deutschland die Bauaufträge drastisch zurück. Als eines der wenigen realisierte das Büro Manz in Zusammenarbeit mit den führenden Bauunternehmen bedeutende Beton-Architekturen.
Manz selbst galt als diszipliniert, streng und gut organisiert, aber auch als cholerisch und beherrscht von Aktivismus. Arbeit und Dienstreisen hatten unbedingten Vorrang. Nach seinem Tod 1936 führte sein Sohn Max (* 1896) das Stuttgarter Architekturbüro weiter.

## Ehrung und Erinnerung
Manz erhielt 1912 in Anerkennung seiner Leistungen den Ehrentitel eines königlich württembergischen Baurats.
Viele der eindrucksvollen Industriebauten wurden mit der Zeit neuen Stadtentwicklungen geopfert. Umso mehr bemüht man sich heute, noch bestehende Manz-Bauten zu erhalten und neuen Verwendungen wie Museen und Kulturzentren zuzuführen. Beispiele:
- in Karlsruhe wurde aus der Deutsche Waffen- und Munitionsfabrik das heutige Zentrum für Kunst und Medientechnologie,
- in Konstanz wurde 1991 u. a. die Bleiche der ehemaligen Industriesiedlung „Stromeyersdorf“ erhalten und als Restaurant umgenutzt,
- in Plochingen wurde das Fabrikgebäude der Spinnweberei Heinrich Otto & Söhne 1991–1994 durch den Tessiner Architekten Ivano Gianola zu einem Wohngebäude mit 59 Wohnungen umgebaut,
- in Lindenberg im Allgäu sollen Kesselhaus und Fabrikationsgebäude der ehemaligen Hutfabrik Reich ein Kulturzentrum und ein Hutmuseum aufnehmen.[3]
- in Heidenheim an der Brenz wurde das von ihm entworfene Volksbad in den 1990er-Jahren zum Museum umgenutzt und wird heute als „Kunstmuseum Heidenheim“ geführt.

## Familie
Philipp Jakob Manz war seit 1895 mit Else Nestel (1870-nach 1938) verheiratet und hatte drei Kinder: Max (1896–1968), Hedwig (1897–?) und Gertrud (1906–?). Ihr Sohn Regierungs-Baumeister Max Manz war wie sein Vater Architekt und in Stuttgart und Wien tätig.

## Wertung
Philipp Jakob Manz gilt als Wegbereiter und konsequenter Verfechter des funktionalen Bauens. Seine Arbeiten gaben wesentliche Impulse für die Moderne in der Profanbaukunst.
Die Bauten zeigen den jeweiligen architekturgeschichtlichen Stand: Seine ersten Gebäude noch in der bei Tafel erlernten Formensprache als vertikal betonte, unverputzte Ziegelbauten mit kräftigem Relief und hervorgehobenen funktionsbedingten Achsen. Die 1903 erstellten Fabrikbauten von U. Gminder in Reutlingen dokumentieren den Übergang von den historischen zu den modernen Rechteckfenstern und 1904 das Städtische Volksbad und das Elektrizitätswerk in Heidenheim die allmähliche Wiedereinführung der Putzbauweise. Die 1908 gebaute Papierfabrik Schnabl in Wien zeigt die Anfänge des Stahlbetonskelettbaus und die Pressenfabrik F. Müller in Esslingen 1910 markiert den Einzug und die 1916 erbaute Automobilfabrik Gräf & Stift in Wien die Anwendung des Neoklassizismus im Industriebau.
Kurz vor 1930 entwickelte sich die technische Form durch den Bauhausstil zum Ausdrucksmittel einer neuen Ästhetik und Kultursymbol im Gewerbebau.
Die zeitgenössische deutsche Architekturkritik und die Architektenkollegen beachteten Manz nur wenig. Auch die Architekturgeschichte nach 1945 zeigte geringes Interesse an ihm. Fachleute führen das heute darauf zurück, dass man dem weitgehenden Autodidakten und ehemaligem Studenten der Stuttgarter Baugewerkeschule im Sinne der Architektur seine „niedrige“ Ausbildungsherkunft vorhielt. Sein architektonischer Entwurfsstil galt als nicht außergewöhnlich, sondern zeitgemäß und durchschnittlich.
Seine wirkliche Bedeutung für die Industriebaugeschichte kommt bei dieser Betrachtung zu kurz. Während in den früh von der Industrialisierung geprägten angelsächsischen Ländern das Berufsbild des spezialisierten Industriearchitekten bekannt und seit der Mitte des 19. Jahrhunderts angesehen war, galt der Industriebau in den deutschen Ländern als ungeliebte, fast minderwertige Bauaufgabe. Wegen der Trennung (schon in der Ausbildung) von architektonischem Entwerfen und technischem Ingenieurwissen fehlte es an freiberuflich tätigen Industriearchitekten. Manz entschloss sich, als junger Architekt, die Grundlagen vor Ort zu erkunden und ging hierzu nach Großbritannien und wahrscheinlich auch in die USA. Dort lernte er die Regeln und Errungenschaften der modernen Betriebswirtschaft, speziell der US-amerikanischen Forschung zur Rationalisierung der Baupraxis kennen und wendete sie als einer der ersten „Unternehmerarchitekten“ in Deutschland an. Rationalisierung und die zügige Realisierung von Bauvorhaben wurde zum Markenzeichen von Manz. In Deutschland und Österreich-Ungarn gab man ihm den Beinamen „Blitzarchitekt“.
Manz war im internationalen Vergleich ein später Vertreter des Berufsbildes Industriearchitekt, jedoch für die Zeit der Hochindustrialisierung im deutschen Kaiserreich auf diesem Gebiet ein Pionier. Er steht geschichtlich in einer Entwicklungslinie, die mit dem sogenannten „millworker“ zu Beginn des 19. Jahrhunderts in Großbritannien ihren Anfang nahm und mit dem Ingenieur und Industriearchitekten Sir William Fairbairn, dem Pionier des Industriebauwesens, ihren ersten prominenten Vertreter fand.

## Bauten
(unvollständig)

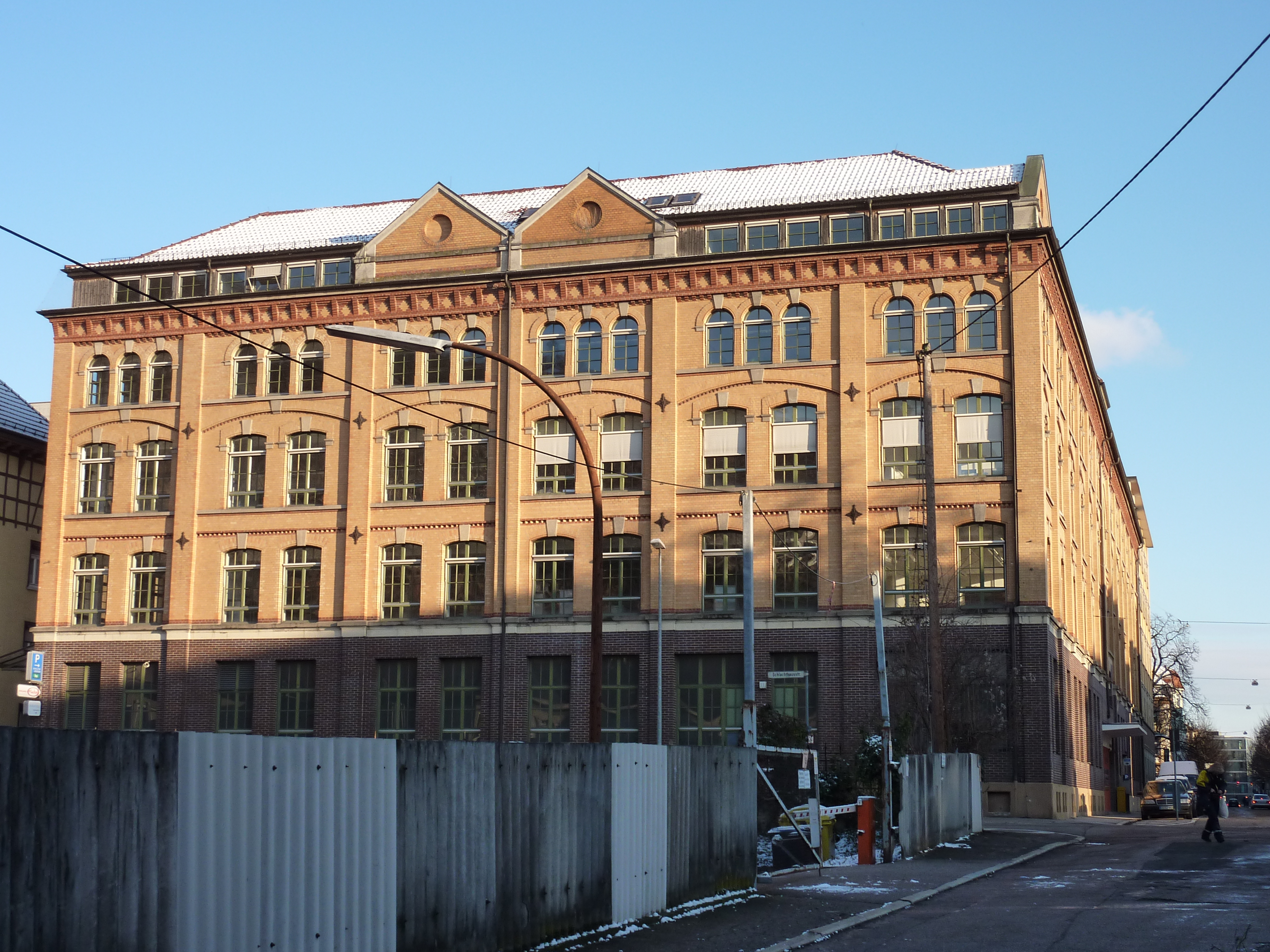
Fabrikgebäude für F. W. Quist in Esslingen

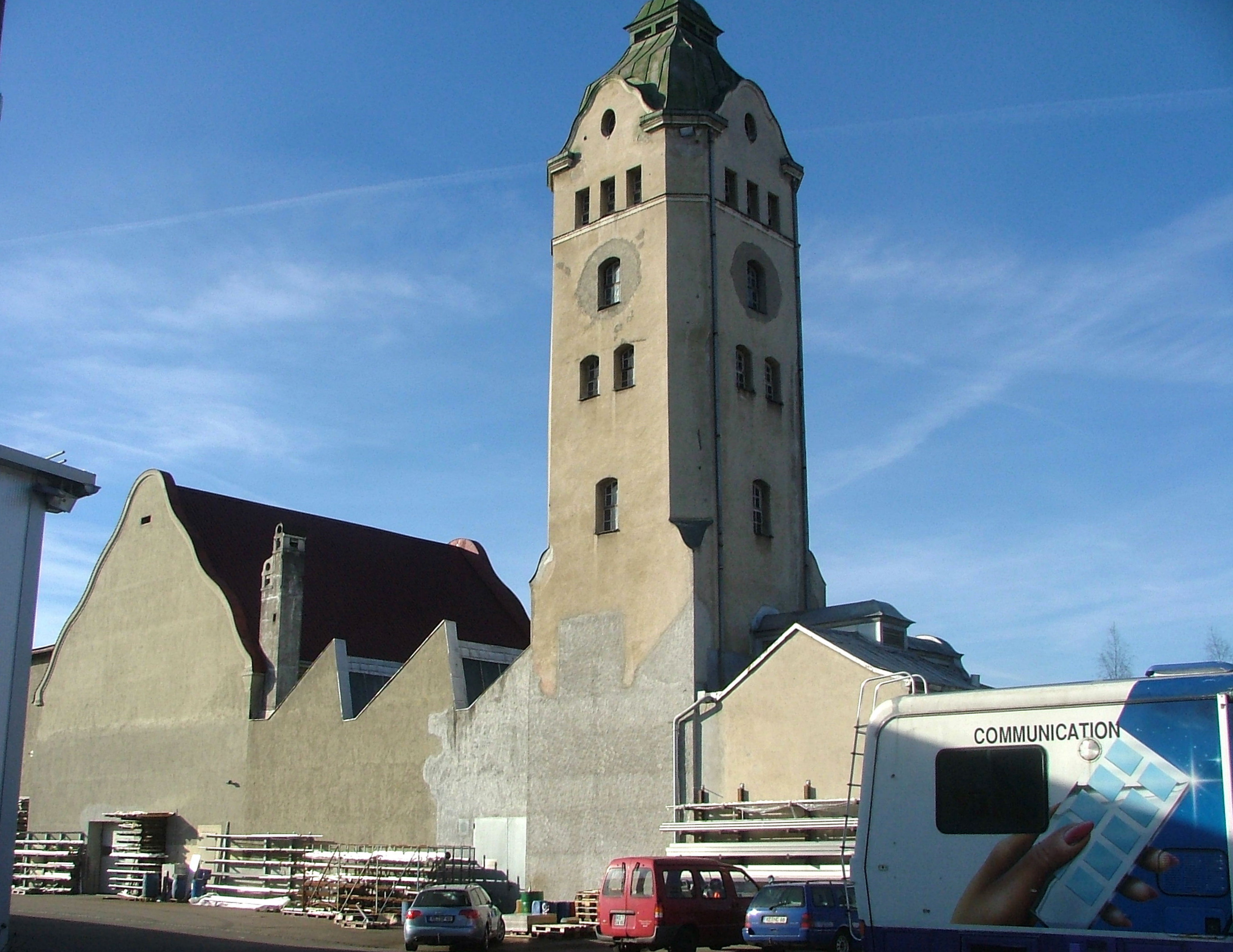
Weberei Kottern in Kempten

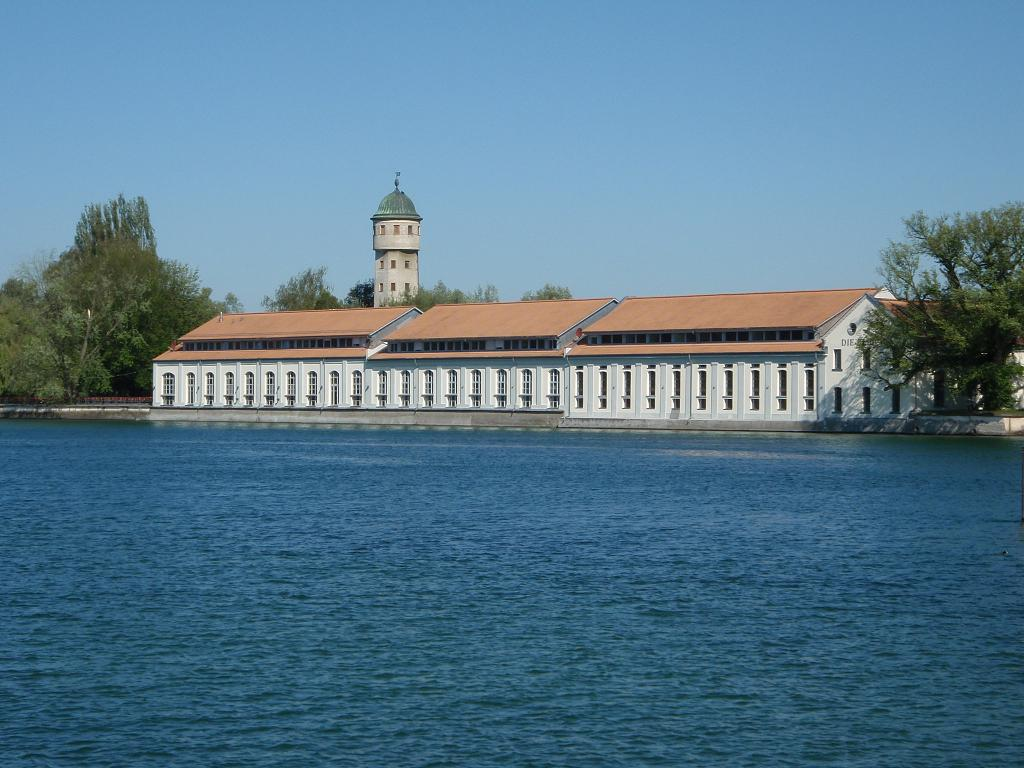
Bleiche und Wasserturm der Industriesiedlung „Stromeyersdorf“

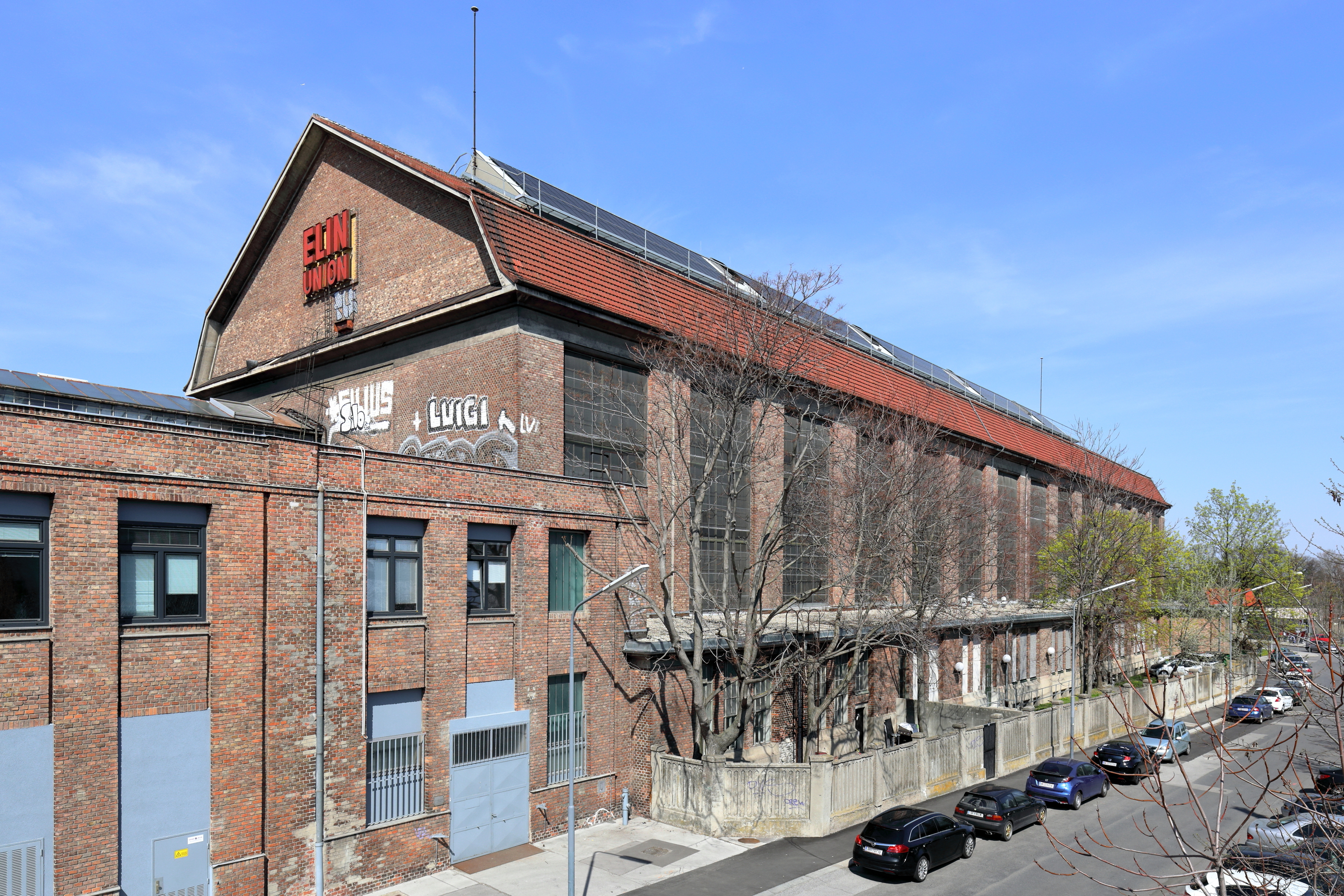
Fabrikgebäude für die Österreichische „Union“ Elektrizitäts-Gesellschaft in Wien (1917–1921)

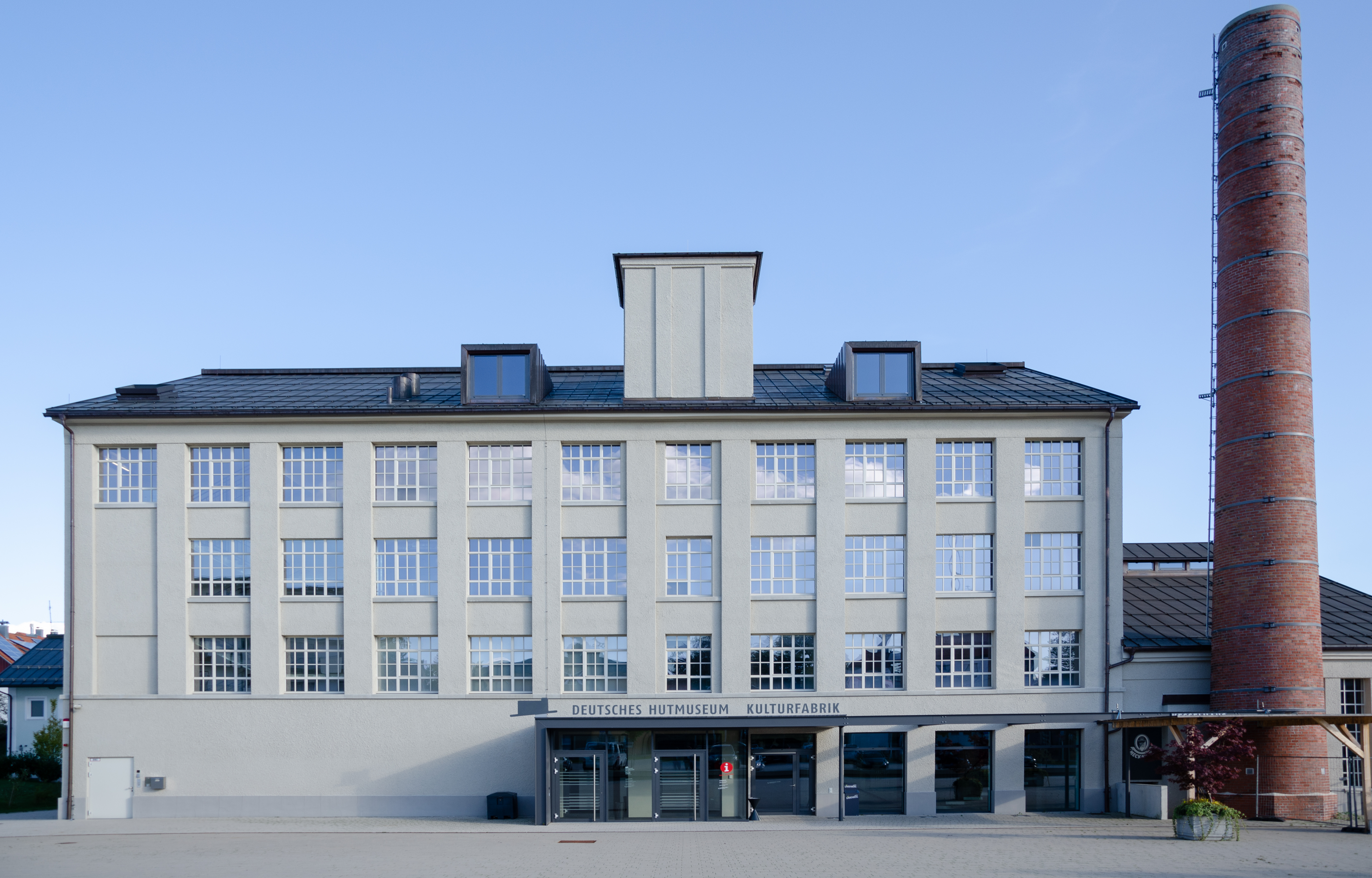
Hutfabrik Reich in Lindenberg im Allgäu, heute Deutsches Hutmuseum

- 1894–1906 in Kirchheim unter Teck: Fabrikgebäude für die Schrauben- und Flanschenfabrik Emil Helfferich
- 1894–1906 in Plochingen: Fabrikgebäude mit mehreren Erweiterungsbauten für die Spinnweberei Heinrich Otto & Söhne
- 1896 in Schwäbisch Hall: Fabrikgebäude für die Baumwollspinnerei Held & Teufel
- 1897 in Tuttlingen, Möhringer Straße: Verwaltungsgebäude für die AG für Feinmechanik vorm. Jetter & Scheerer (später Aesculap)
Über vier Jahrzehnte plante und baute das Büro von Philipp Jakob Manz dieses Stammwerk des Unternehmens samt der zugehörigen Arbeiter- und Angestelltenwohnungen als eine „Fabrik nach Maß“.[5]
- ab 1897 in Esslingen am Neckar: Fabrikgebäude für F. W. Quist
- 1899–1901 in Bietigheim: Fabrikanlage für die „Germania“ Linoleumwerke AG
- 1902 in Stuttgart, Bopserstraße 30/32: Doppel-Mehrfamilienwohnhaus für den Graveur Emil Heckel[6]
- 1903 in Augsburg: Schuhfabrik Berneis-Wessels[2]
- 1903/1904 in Heidenheim an der Brenz: Städtisches Volksbad (zum Museum umgenutzt)
- 1904 in Stuttgart, Haußmannstraße 103: Fabrikgebäude für die Gardinenweberei L. Joseph & Cie.
- 1904–1907 und 1909/1910 in Kornwestheim: Salamander-Werke
- 1905 in Göppingen, Sauerbrunnengasse: Lager-, Versand- und Ausstellungsgebäude des Unternehmens Schuler
- 1905–1912 in Konstanz: Industriesiedlung „Stromeyersdorf“ für das Unternehmen L. Stromeyer
- 1906 in Stuttgart: Textilfabrik Schmidt & Co.[2]
- 1906 in Krumbach (Schwaben): Textilfabrik Ulrich Steiger & Söhne, ab 1907 Steiger & Deschler, heute UTT
- 1907 in Burgrieden: Färberei Ulrich Steiger (ab 1914 Maschinenfabrik Walther Steiger & Co.)
- 1907 in Stuttgart, Lindenspürstraße 39: Fabrikgebäude für die Strickwarenfabrik Wilhelm Bleyle oHG
- 1907–1908 in Freckenhorst, Industriestraße: Fabrikgebäude für die Textilfabrik H. Brinkhaus
- 1908 in Wien (XIX. Bezirk), Kreilplatz 11: Fabrikgebäude für die Papierfabrik Schnabl & Co. (heutiges Q19 Einkaufsquartier Döbling)
- 1908–1909 in Mannheim-Waldhof, Sandhofer Straße: diverse Fabrikgebäude für die Papierfabrik „Papyrus“ AG (ab 1931 Zellstoffabrik Waldhof, heute SCA Hygienepapiere GmbH) (unter Denkmalschutz) mit dazugehöriger Arbeitersiedlung (gen. „Papyrus-Kolonie“)
- 1909 in Friedrichshafen (Bodensee): Luftschiff-Werft der Luftschiffbau Zeppelin GmbH
- 1909 in Kempten (Allgäu), Füssener Straße 41: Direktorenvilla für die Mechanische Baumwollspinnerei und -weberei Kempten
- 1909–1910 in Augsburg, Otto-Lindenmeyer-Straße 30: Fabrikgebäude (sog. „Glaspalast“) für die Mechanische Baumwollspinnerei und Weberei Augsburg AG (im Werk Aumühle)
- 1910 in Esslingen am Neckar: Pressenfabrik für die Maschinenfabrik Fritz Müller
- 1912 in Stuttgart: Königin-Charlotte-Gymnasium
- 1912 in Ulm: Webereigebäude für die Textilfabrik Steiger & Deschler
- 1912–1913 in Emsdetten: Fabrikgebäude für die Jutespinnerei Schilgen & Werth
- ab 1913 in Greven (Westfalen): Fabrikanlage für die Grevener Baumwollspinnerei
- 1913 in Steyr (Oberösterreich): Waffenfabrik für die Österreichische Waffenfabriksgesellschaft
- 1913–1923 in Nürnberg: Fabrikgebäude für die Vereinigte Fränkische Schuhfabriken (neuklassizistische Fabrikanlage in Eisenbetonkonstruktion)
- um 1914 in Steyr (Oberösterreich): Flugmotoren- und Automobilfabrik für die Österreichische Waffenfabriksgesellschaft
- 1914 in Speyer, Prinz-Luitpold-Straße 4: Wohnhaus Meyer
- 1914–1917 in Köln-Deutz: Fabrikgebäude für die Mechanische Näherei und Stickerei F. W. Brügelmann Söhne (erheblich verändert)
- 1915–1918 in Karlsruhe, Lorenzstraße: Fabrikanlage für die Deutsche Waffen- und Munitionsfabriken AG (DWM) (heutiges Zentrum für Kunst und Medien)
- 1916 in Osnabrück: Fabrikgebäude für die F. H. Hammersen AG
- 1916 in Wien (XIX. Bezirk), Weinberggasse 76: Automobilfabrik Gräf & Stift
- 1916–1918 in Schramberg (Schwarzwald): Fabrikgebäude (sog. „Terrassenbau“) für die Uhrenfabrik Gebr. Junghans AG[7][8]
- 1917–1921 in Wien (XXII. Bezirk), Dr.-Otto-Neurath-Gasse: Fabrikgebäude (sog. „Großmaschinenhalle“) für die Österreichische „Union“ Elektrizitäts-Gesellschaft (Industriehof Stadlau)
- 1922–1923 in Heidenheim an der Brenz: Fabrikgebäude für die Württembergische Cattunmanufaktur AG (WCM)
- 1923 in Lindenberg im Allgäu: Fabrikgebäude (mit Kesselhaus und Kamin) für die Hutfabrik Reich
- 1925 in Pfullingen (Württemberg), Klosterstraße 145: Fabrikgebäude für die Baumwollspinnerei Unterhausen (BSU)
- 1925 in Rheine (Westfalen): Fabrikgebäude für die Textilfabrik Carl Kümpers Söhne
- 1925–1926 in Marktschorgast (Oberfranken): Fabrikgebäude für die Spinnerei und Zwirnerei Hohf & Zimmermann
- 1927–1928 in Nordhorn, Friedrich-Ebert-Straße 98: Fabrikgebäude für die Spinnerei und Weberei Ludwig Povel & Co.
- 1928 in Rheine, Schwedenstraße: Fabrikgebäude für die Spinnerei Dyckhoff
- 1928–1929 in Nordhorn, Prollstraße 1: Fabrikgebäude für die Baumwoll-Buntspinnerei und -weberei Niehus & Dütting (später „NINO“), sogenannter NINO-Hochbau
- 1929 in Stuttgart, Kronenstraße: Büro- und Geschäftshaus Ulrichsbau